# Kanakanahalli Ramachandra
Kanakanahalli Ramachandra (* 18. August 1933 in Mandya; † 17. Januar 2011) war ein indischer Mathematiker, der sich mit Zahlentheorie befasste.

## Leben und Werk
K. Ramachandra war dreizehn Jahre alt, als sein Vater starb. Er musste sich nach einer Beschäftigung umsehen und arbeitete wie sein Vater als Angestellter in den Minerval Mills. Er studierte am Central College in Bangalore und lehrte dann am BMS College of Engineering. In seiner Freizeit am College befasste er sich mit Zahlentheorie nach dem Vorbild von Srinivasa Ramanujan, den er nach dem Buch von Godfrey Harold Hardy über Ramanujans Werk studierte.  Ab 1958 setzte er sein Studium am Tata Institute of Fundamental Research in Bombay (Mumbai) bei K. Chandrasekharan fort und wurde 1965 bei K. G. Ramanathan an der Universität Mumbai promoviert. 1965 bis zur Emeritierung 1995 war er am Tata Institute of Fundamental Research und danach bis zu seinem Tod 2011 am National Institute for Advanced Studies in Bangalore.
1970/71 war er am Institute for Advanced Study in Princeton bei Atle Selberg.
Er befasste sich in der Zahlentheorie besonders mit analytischer Zahlentheorie (Riemannsche Zetafunktion) und Theorie transzendenter Zahlen (unabhängig von Serge Lang bewies er das Six exponentials theorem). Als Mathematiker, die ihn beeinflussten, schätzte er Iwan Matwejewitsch Winogradow am höchsten ein und war zweimal in der Sowjetunion zu Konferenzen zu dessen Ehren.
1978 gründete er das Hardy-Ramanujan Journal der Hardy-Ramanujan Society und war dessen Herausgeber.
2007 bis 2010 war er Präsident der Calcutta Mathematical Society. 1997 erhielt er die Srinivasa Ramanujan Medal.
Er hat die Erdös-Zahl 1, da er mit Paul Erdős publizierte, als dieser 1976 sein Gast in Indien war.
Zu seinen Schülern zählten T. N. Shorey und R. Balasubramanian.

## Schriften
So weit nicht in den Fußnoten zitiert.
- Lectures on transcendental numbers, The Ramanujan Institute Lecture Notes, 1, The Ramanujan Institute, Madras, 1969
- On the mean-value and omega-theorems for the Riemann zeta-function, Tata Institute of Fundamental Research Lectures on Mathematics and Physics 85, 1995
- mit T. N. Shorey: On gaps between numbers with a large prime factor, Acta Arithmetica, Band 24, 1973, S. 99–111